# Ajman
Ajman (tiếng Ả Rập: عجمان 'Aǧmān) là thủ đô của tiểu vương quốc Ajman, Các Tiểu vương quốc Ả Rập Thống nhất, nằm bên Vịnh Ba Tư.